# Kati-Claudia Fofonoff
Kati-Claudia Fofonoff (Ivalo, 8 de desembre del 1947 - 12 de juny del 2011) va ser una escriptora i traductora sami de Finlàndia en sami de Skolt i finès. Les seves obres s'han traduït a llengües com el noruec o l'islandès.

## Obres
- Parnasso 2 1982 (poemes en finès)
- Koparat: joulukoparat 1987 (poemes en finès)
- Paatsjoen laulut - Pââšjooǥǥ laulli 1988-1989 (llibre més cassette)
- Jânnam muttum nuuʹbbiooʹri 1998 (poemes en sami de Skolt)
- Vuämm Jeeʹelvueiʹvv. Mainnâz. 2004
- Vanha jäkäläpää 1-2 2005 (CD)
- Suonikylän poluilta 1-3 2005 (CD)

## Traduccions
- Antoine de Saint-Exupéry: Uʹcc priinsâž 2000 (El Petit Príncep en sami de Skolt)